# Festival Ver e Fazer Filmes
Festival Ver e Fazer Filmes  é um festival de cinema dedicado exclusivamente ao curta metragem, realizado em Cataguases, Minas Gerais desde 2009.
Criado para exibir os filmes contemplados no edital de curta-metragens do Projeto Usina Criativa de Cinema  iniciativa voltada para ampliar e fortalecer as produções audiovisuais realizadas por talentos das cidades da área de abrangência do Polo Audiovisual da Zona da Mata de Minas Gerais. É realizado pela Fundação Cultural Ormeo Junqueira Botelho, o Instituto Cidade de Cataguases e o CINEPORT- Festival de Cinema dos Países de Língua Portuguesa promovem, em Cataguases (MG), o Festival Ver e Fazer Filmes, evento que propõe uma disputa envolvendo duas universidades e cinco equipes de jovens do Brasil e exterior.